# Gmina Petran
Gmina Petran (alb. Komuna Petran) – gmina miejska położona w południowej części Albanii. Administracyjnie należy do okręgu Përmet w obwodzie Gjirokastra. W 2011 roku populacja gminy wynosiła 1622 osób w tym 791 kobiet oraz 831 mężczyzn, z czego Albańczycy stanowili 85,51%, Arumuni 1,48% a Grecy 7,46% mieszkańców. 
W skład gminy wchodzi czternaście miejscowości: Petran, Leusë, Lipë, Delvinë, Qilarishtë, Leshnicë, Badilonjë, Gjinakar, Lupckë, Benjë-Novoselë, Bodar, Tremish, Kaludh, Ogdunan, Trebozishtë-Lipivan.